# Nancy Kyes
Nancy Louise Kyes (née le 19 décembre 1949) est une actrice américaine. Dans la plupart de ses films, elle est créditée sous son nom de scène Nancy Loomis. Elle est connue pour son rôle de la baby-sitter, Annie Brackett, dans Halloween, la nuit des masques.

## Carrière
Le premier rôle qu'elle a joué est dans le film Assaut de John Carpenter, elle y interprète le rôle de Julie. C'est cependant en 1978 qu'elle se fait connaitre en jouant Annie Brackett dans le film Halloween, la nuit des masques aux côtés de Jamie Lee Curtis qui joue sa meilleure amie et de Charles Cyphers qui joue son père. Elle retrouve Jamie Lee Curtis deux ans plus tard dans le film Fog, dans lequel elle joue un des rôles principaux ; Charles Cyphers joue également dans ce film.
En 1981, elle fait un caméo dans le film Halloween 2, en reprenant le rôle qui l'a fait connaitre. L'année suivante, elle accepte un petit rôle dans Halloween 3 : Le Sang du sorcier dans lequel elle retrouve l'un de ses partenaires de Fog, Tom Atkins. Elle a ensuite fait quelques apparitions dans des téléfilms avant de prendre sa retraite d'actrice.
Elle a plusieurs fois participé aux documentaires pour la saga Halloween.
Elle a été mariée au producteur Tommy Lee Wallace avec qui elle a eu deux enfants.

## Filmographie

### Cinéma
- 1976 : Assaut (Assault on Precinct 13) : Julie
- 1978 : Les naufragés de l'île perdue (The Sea Gypsies) : La petite amie
- 1978 : Halloween, la nuit des masques : Annie Brackett
- 1980 : Fog : Sandy Fadel
- 1981 : Halloween 2 : Annie Brackett
- 1982 : Halloween 3 : Le Sang du sorcier (Halloween III: Season of the Witch) : Linda Challis
- 2024 : Hauntology : Josephine Cashel

### Télévision
- 1982 : Not in Front of the Children (Téléfilm) : Une journaliste
- 1985 : La Cinquième Dimension (The Twilight Zone) (Série TV) : Une femme au foyer
- 1992 : Business Woman (Série TV) : Une docteur